# Nyctemera meekiana
Nyctemera meekiana là một loài bướm đêm thuộc phân họ Arctiinae, họ Erebidae.